# الوادي المدفون
الوادي المدفون (بالإنجليزية: buried valley)‏ هو وادي نهر أو مجرى مائي قديم امتلأ برواسب جليدية أو تُربة غير متماسكة. تتكون هذه الرواسب بشكل أساسي من الحصى والرمل، مع بعض الغرين والطين. يمكن لهذه الأنواع من الرواسب في كثير من الأحيان تخزين ونقل كميات كبيرة من المياه الجوفية، إضافة إلى أنها تعمل كطبقة مياه جوفية محلية.
ربما تكونت الوديان المدفونة نتيجة جريان مياه البحيرات الجليدية قبل التقدم والتراجع الكبير الأخير للتجمد القاري. غالبًا ما لا تحتوي هذه الوديان على أي مؤشر في السطح يوحي بأنها كانت أنهار في السابق، ولكنها تشكل مصدرًا رئيسيًا للمياه الجوفية في منطقة منتصف القارة الجليدية في أمريكا الشمالية وشمال أوروبا. في الآونة الأخيرة، ركزت الأبحاث على فهم الرواسب الموجودة في هذه التكوينات في محاولة لتحديد مدى سلامة الاستخدام المستمر للمياه الجوفية الموجودة فيها غالبًا.

## نظرة عامة
تتكون الوديان المدفونة عندما توجد وديان أنهار أو مجاري مائية قديمة تسبق العصر الجليدي الأخير، ومنذ ذلك الحين يتجمع بها الطمي الجليدي. في العصر الحديث الأقرب (البلستوسيني)، أدى تقدم الأنهار الجليدية وتراجعها إلى نحت الوديان الموجودة مسبقًا، وترسيب المواد التي تراكمت في النهر الجليدي عن طريق ذوبان الفيضانات الجليدية أو ذوبان الجليد الذي يتكون منه النهر الجليدي نفسه. تكون الوديان المدفونة عادةً على شكل حرف V أو U بسبب الشكل الطبيعي للوديان، ولكن الوديان المدفونة يمكن أن تُظهر أشكالًا مختلفة إذا كان هناك أي نوع من الأحداث التآكلية بعد انتهاء تراجع الجليد. إن قدرة هذه الوديان المدفونة على الاحتفاظ بالمياه الجوفية تأتي من تكوين رواسب الغسل الجليدي glacial outwash deposits. تتكون رواسب الغسل الجليدي لهذه الوديان الموجودة مسبقًا بشكل أساسي من مواد أكثر خشونة، مثل الرمل والحصى. وبما أن هذه المواد أكثر خشونة، فعندما تكون التربة مكونة بالكامل تقريبًا من هذه المواد، تزداد مساحة مسام التربة. تؤدي هذه المساحة المتزايدة من المسام إلى خلق المزيد من الفراغات للمياه، وخاصة عند مقارنتها بالتربة الغنية بالطمي أو الطين. بعد تشكل هذه الوديان وملئها، تغطي طبقة من الرواسب الدقيقة مثل الطمي والطين الجزء العلوي من الوادي، مما يؤدي إلى دفن الوادي. تشتهر الوديان المدفونة بأنها تحتوي على طبقات مياه جوفية، وغالبًا ما تستخدم لتزويد البشر بمياه الشرب، فضلاً عن تزويد المجالات الزراعية والصناعية بالمياه.

## رسم خرائط للوديان المدفونة
من الصعب قياس الوديان المدفونة وإنشاء نماذج لها، لأنها عادة ما تكون مدفونة عميقًا تحت سطح الأرض في مناطق جيولوجية معقدة. هناك العديد من الطرق المختلفة التي تستخدم لتحديد الوديان المدفونة، منها تحديد عمق طبقة صخر الأساس، والحفر/التنقيب في قشرة الأرض لتحليل تركيبة التربة، والاستفادة من آبار المياه الموجودة، على الرغم من أنه يقال أن هذه الطرق وحدها بالكاد كافية. من أجل رسم خريطة للوديان المدفونة، فإن التغطية الكثيفة للبيانات أمر ضروري. عادةً ما تكون كثافة الآبار صغيرة نسبيًا، وخاصة الآبار العميقة التي تكون قليلة الكثافة. من المهم أن تكون كثافة الآبار كبيرة في جميع أنحاء المنطقة التي يجري رسمها على الخريطة حتى يمكن تحقيق مستوى أعلى من الدقة. وبما أن الوديان المدفونة محفورة بواسطة الأنهار الجليدية، فإن التضاريس يمكن أن تكون متغيرة للغاية. كلما زاد عدد الحفريات/الأنوية التي يجري أخذها، كلما أصبحت الخريطة أكثر دقة. بناءً على عمق طبقة الصخر الأساسي المأخوذة من ملاحظات آبار المياه، يبدو أن التوصيل الكهربائي لطبقة الصخر الأساسي منفصل إلى حد كبير عن التوصيل الكهربائي للرواسب الجليدية التي تعلوها بسبب التوصيل العالي للصخر الزيتي الموجود في بعض الترب. في إحدى الدراسات التي أجريت في الدنمارك، عُثر على سلسلة من الوديان المدفونة المضفرة على عُمق يتراوح بين 10 إلى 300 متر تحت السطح باستخدام الحفر/التجويف. من أجل رسم خريطة للوديان المدفونة، فإن تغطية البيانات الكثيفة أمر ضروري. على الرغم من عدم وجود نماذج ثلاثية الأبعاد منشورة للنماذج المدفونة، فقد جرى نشر نماذج ثنائية الأبعاد عدة مرات.

## الوديان المدفونة كخزانات للمياه الجوفية
ولعل ما تشتهر به الوديان المدفونة هو قدرتها على التحول إلى طبقات مياه جوفية لتخزين المياه الجوفية. الشكل الرئيسي لإعادة الشحن بالمياه الموجود في طبقات المياه الجوفية المدفونة يحدث عن طريق تسرب المياه الجوفية من خلال التلال الجليدية والطبقات الجوفية العلوية. في الواقع، تحصل العديد من المجتمعات في الغرب الأوسط الأمريكي على مياهها من طبقات المياه الجوفية التي تؤخذ من هذه الوديان المدفونة، مثل ميامي، أوهايو. في بعض الوديان المدفونة في البراري في كندا، تتكون المادة الأساسية من الصخر الزيتي الكثيف، في حين يتكون الغطاء فوق الوادي المدفون من تركيبة كثيفة من الحشو الرباعي الذي يحد بشكل كبير من إعادة شحن طبقة المياه الجوفية في الوادي المدفون، إلى حد تقييدها تمامًا. تعتبر عملية إعادة شحن الوادي المدفون بالمياه مهمة جدًا، حيث تستخدم العديد من المدن المختلفة في جميع أنحاء العالم الوديان المدفونة كمصدر رئيسي للمياه. في كثير من الأحيان، يرجع سبب رسم خرائط الوديان المدفونة إلى القدرة على الاستفادة من الآبار العميقة التي جرى حفرها سابقًا والتي كانت تزود المجتمعات بالمياه. نظرًا لأن الوديان المدفونة كانت في السابق وديانًا على سطح الأرض، فإنها تتميز بمنحدر أو تدرج. وبسبب هذا المنحدر داخل الوديان، فإن المياه تتحرك وفقًا للجاذبية، وتنتج تدفقًا للمياه من مناطق الارتفاع الأعلى إلى مناطق الارتفاع الأدنى.

## قراءة إضافية
- Andrew Goudie (2013). Encyclopedia of Geomorphology. Routledge. ص. 106. ISBN:978-1-134-48276-4.
- Ground Water Consortium
- Helpful Visuals from US EPA